# Andreas Pehnke
Andreas Eckhard Pehnke (* 1957 in Greifswald) ist ein deutscher Bildungshistoriker und Hochschullehrer, der in Chemnitz wohnhaft ist.

## Leben
Pehnke absolvierte von 1977 bis 1981 ein Lehramtsstudium an der Pädagogischen Hochschule Leipzig. 1984 promovierte er mit einer Arbeit über den Bremer Reformpädagogen Heinrich Scharrelmann, war dann als Erziehungswissenschaftler in Leipzig, Berlin und Halle tätig. Seine Habilitation erfolgte 1990 mit einer Studie über reformpädagogische Unterrichtsauffassungen im Wilhelminischen Deutschland. Er wurde 1993 auf den Lehrstuhl Allgemeine Pädagogik (Systematische und historische und vergleichende Pädagogik) an der Universität Greifswald berufen, den er bis 2023 innehatte.

## Leistungen
Pehnke entdeckte u. a. auch den ca. 5.000 Seiten umfassenden Nachlass des seinerzeit entscheidenden Chemnitzer Versuchsschullehrers Fritz Müller in Bremen und wertete ihn aus. Gemeinsam mit dem in Bremen lebenden Alfred Fichtner – der Schüler von Fritz Müller an der Humboldtschule in Chemnitz und nach 1945 Neulehrer in Chemnitz unter Direktor Fritz Müller war – übergab er die wissenschaftlich ausgewerteten Dokumente dem Stadtarchiv Chemnitz.
Zu seinen Forschungsschwerpunkten gehören die Reformpädagogik-Rezeption in den internationalen Schulreformbestrebungen, Geschichte der ostdeutschen sowie ost- und mitteleuropäischen Reformpädagogik, der Transformationsprozess in der deutschen Pädagogik, die Friedenspädagogik sowie Lehrermaßregelungen im 20. Jahrhundert.
Seit 1987 publiziert Pehnke als Biograf von Wilhelm Lamszus in fachhistorischen, literaturwissenschaftlichen sowie bildungsgeschichtlichen Foren des In- und Auslandes. Sein 2012 in der ZEIT erschienener umfangreicher Artikel würdigt das Leben und Werk von Wilhelm Lamszus anlässlich des 100. Jahrestages der Erstausgabe des Romans Das Menschenschlachthaus. Bilder vom kommenden Krieg. Der Roman war die gespenstische Prophezeiung des Ersten Weltkriegs. Lamszus' Hoffnung, die große Katastrophe lasse sich abwenden, erfüllte sich nicht. Einen Bericht über Lamszus' erschütternd aktuellen Roman brachte das Hamburger Abendblatt im September 2022 in der Rubrik „Hamburg historisch“.
Pehnkes buchwissenschaftliche Studien finden sich im Archiv für Geschichte des Buchwesens (AGB), Bd. 75 (de Gruyter 2020) und Bd. 76.

## Schriften (Auswahl)
- (Hrsg.): Ein Plädoyer für unser reformpädagogisches Erbe. Luchterhand Verlag, Neuwied, Kriftel, Berlin 1992. – 256 S.

- mit H. Röhrs (Hrsg.): Die Reform des Bildungswesens im Ost-West-Dialog. Geschichte, Aufgaben, Probleme. Peter Lang, Frankfurt am Main 2. Aufl. 1998

- (Hrsg.): Einblicke in reformorientierte Schulpraxis der neuen Bundesländer. Peter Lang – Europäischer Verlag der Wissenschaften, Frankfurt am Main 1996, ISBN 3-631-30548-6

- Sächsische Reformpädagogik. Traditionen und Perspektiven. Militzke Verlag, Leipzig 1998, ISBN 3-86189-108-5

- mit G. Förster & W. Schneider (Hrsg.): Anregungen international verwirklichter Reformpädagogik. Traditionen, Bilanzen, Visionen. Peter Lang, Frankfurt am Main 1999, ISBN 3-631-35645-5

- Der Chemnitzer Versuchsschullehrer Fritz Müller (1887–1968) und die mehrfache Ausgrenzung seiner Reformpädagogik. [H. 56; Wegbereiter der modernen Erlebnispädagogik] Verlag Edition Erlebnispädagogik, Lüneburg 2000, ISBN 3-89569-046-5

- Ich gehöre in die Partei des Kindes! Der Chemnitzer Sozial- und Reformpädagoge Fritz Müller (1887–1968): In Diktaturen ausgegrenzt – in Demokratien vergessen und wiederentdeckt. Sax-Verlag, Beucha 2000. – 2. Aufl. 2002, ISBN 3-934544-01-0

- Reformpädagogik aus Schülersicht. Dokumente eines spektakulären Chemnitzer Schulversuchs der Weimarer Republik Schneider, Hohengehren, Baltmannsweiler 2002, ISBN 3-89676-559-0

- (Hrsg.) Wilhelm Lamszus: Antikrieg. Die literarische Stimme des Hamburger Schulreformers gegen Massenvernichtungswaffen. Peter Lang – Europäischer Verlag der Wissenschaften, Frankfurt am Main 2003, ISBN 3-631-50762-3

- Botschaft der Versöhnung. Der Leipziger Friedens- und Reformpädagoge Waldus Nestler (1887–1954): In Diktaturen gemaßregelt – in Demokratien vergessen und wieder entdeckt. Sax-Verlag, Beucha 2004, ISBN 3-934544-55-X

- Ich gehöre auf die Zonengrenze! Der sächsische Reformpädagoge und Heimatforscher Kurt Schumann (1885–1970). Sax-Verlag, Beucha 2004, ISBN 3-934544-63-0

- Vollkommen zu isolieren … Der Chemnitzer Schulreformer Moritz Nestler (1886–1976). Sax-Verlag, Beucha 2006, ISBN 978-3-934544-88-8

- Der Hamburger Schulreformer Wilhelm Lamszus (1881–1965) und seine Antikriegsschrift „Giftgas über uns“. Sax-Verlag, Beucha 2006, ISBN 3-934544-98-3

- Frieden zwischen den Religionen – Max Kosler (1882-1966) – Sächsischer Brückenbauer für ein harmonisches deutsch-jüdisches Zusammenleben und sein Schicksal in den Diktaturen. Beucha (bei Leipzig): Sax-Verlag 2009.- ISBN 978-3-86729-038-8.

- (Hrsg.): Wilhelm Lamszus: Begrabt die lächerliche Zwietracht unter euch!" Erinnerungen eines Schulreformers und Antikriegsschriftstellers (1881–1965). Beucha & Markkleeberg: Sax-Verlag 2014. – ISBN 978-3-86729-139-2.  – Auch als E-Book.

- (Hrsg.): Die literarische Werkausgabe des Hamburger Friedenspädagogen Wilhelm Lamszus (1881–1965). Beucha & Markkleeberg 2016. – ISBN 978-3-86729-164-4.

- Bücher im Geiste der Weimarer Demokratie. Harry Schumann (1894–1942) und der Carl Reissner Verlag. Beucha & Markkleeberg 2021, ISBN 978-3-86729-269-6. – Auch als E-Book.

- mit Hans Frey (Hrsg.): Wilhelm Lamszus: Das Menschenschlachthaus. Bilder vom kommenden Krieg. Hirnkost-Verlag Berlin 2024. mit Prolog, Das Menschenschlachthaus, Das Irrenhaus, weiteren Texten von Wilhelm Lamszus und einem Nachwort von Andreas Pehnke, ISBN 978-3-98857-036-9